# Myriophylle en épi
Myriophyllum spicatum
Pour les articles homonymes, voir Myriophyllum et Spicatum.
Espèce
Classification APG III (2009)
Statut de conservation UICN

 LC  : Préoccupation mineure
Le Myriophylle en épis (Myriophyllum spicatum) est une espèce de plantes à fleurs du genre Myriophyllum et de la famille des Haloragaceae. C'est une plante aquatique vivace originaire d'Europe, d'Asie et d'Afrique du Nord. On le trouve maintenant également en Amérique du Nord, dans plus de 40 États américains et dans 4 provinces canadiennes (Colombie-Britannique, Ontario, Québec et Nouveau-Brunswick).

## Description
Le Myriophylle en épi possède un feuillage semi-persistant, finement découpé le long de ses très longues tiges flottantes. Il donne de petites fleurs blanches en épi et roses en boutons. Sa taille varie de 200 à 300 cm.

## Espèce envahissante
Cette plante est considérée comme envahissante en Amérique du Nord et il peut être difficile d'en contrôler la prolifération, notamment dans les lacs.
Elle peut se reproduire de façon sexuée (graines) ou asexuée (rhizomes, fragments de tige), et s'adapte à une grande variété de conditions environnementales. Elle entre donc rapidement en compétition avec les autres espèces et perturbe l'écologie des milieux où elle est introduite. Elle peut également gêner les usages récréatifs (navigation, baignade, pêche) lorsque son développement devient trop important.
Les moyens de contrôle sont limités et peuvent s'avérer contre-productifs : par exemple, la coupe mécanique est inadaptée, car elle produit des fragments de tiges et participe ainsi à la propagation de la plante. De plus, les tiges de Myriophylle s'enroulent fréquemment autour des hélices de bateaux, ce qui est une des principales causes de fragmentation. Le nettoyage systématique des embarcations est donc conseillé pour ralentir la prolifération de la plante. L'installation de toile de jute sur les herbiers est une des techniques qui est actuellement testée. Elle semble prometteuse, mais reste coûteuse et peut faire face à des obstacles réglementaires.

## Risque de confusion
- Myriophyllum verticillatum
- Myriophyllum sibiricum

## Plante modèle en écotoxicologie aquatique
Depuis septembre 2014, Myriophyllum spicatum est intégré en tant qu'organisme modèle dans le domaine de l'écotoxicologie aquatique. En effet, elle fait partie intégrante des tests OCDE 2014. C'est l'une des premières plantes dicotylédones, ancrée dans le sédiment, à être étudiée dans diverses études, dont notamment, dans une large thématique sur l'effet des pesticides et des nutriments. L'intérêt de l'étude du myriophylle en épis repose sur sa capacité à être affecté et donc à réagir à son environnement. Ainsi, de multiples biomarqueurs sont étudiés sur le myriophylle afin de jauger les impacts de produits phytopharmaceutiques. Les plus couramment observés sont les taux de chlorophylle a et b, les anthocyanes, les caroténoïdes ainsi que les polyphénols totaux. L'étude de l'évolution de ses biomarqueurs montre alors les possibles impacts sur les plantes, et a posteriori, sur l'écosystème aquatique.

## Distribution
Le myriophylle en épi a été découvert pour la première fois au Canada dans le lac Érié en 1961. Depuis lors, il s’est répandu dans tous les Grands Lacs, dans le fleuve Saint-Laurent, dans de nombreux plans d’eau du sud et du centre de l’Ontario, ainsi que dans la majeure partie des États-Unis. À l’extérieur de son aire de répartition naturelle, la plante s’est répandue sur tous les continents, à l’exception de l’Antarctique.